# Velarifictorus khasiensis
Velarifictorus khasiensis är en insektsart som beskrevs av Vasanth, Lahiri, Biswas och Soumyendra Nath Ghosh 1975. Velarifictorus khasiensis ingår i släktet Velarifictorus och familjen syrsor. Inga underarter finns listade i Catalogue of Life.